# Ernest Mühlen
Ernest Mühlen (Ettelbruck, 8 de juny de 1926 - ?, 19 de març de 2014) va ser un polític, economista i periodista financer luxemburguès, militant del Partit Popular Social Cristià. Ell va guanyar un lloc en el consell comunal de la ciutat de Luxemburg el 1973. Fou ministre del govern amb Pierre Werner, a principis de 1980, abans d'asseure's al Parlament Europeu com un dels sis diputats de Luxemburg des de 1984 fins a 1989. Mühlen va continuar a la Cambra de diputats (1989-1991), i representant a Luxemburg al Banc Europeu de Reconstrucció i Desenvolupament (1991-1996).